# Kostryjivka
Kostryjivka (ukrainien : Кострижівка) est une commune urbaine de l'oblast de Tchernivtsi, en Ukraine. Elle compte 2 500 habitants en 2024.